# Brian Pumper
Brian Pumper conocido también como B Pumper (DJ Brandt) (nació el 25 de abril de 1981 en Hempstead (Nueva York), EE. UU. ) es un actor pornográfico estadounidense-francés, rapero y director Él comenzó a actuar en películas para adultos en 2001, y en 2004 ganó el Premio AVN a la mejor escena de sexo entre tres personas, por su actuación en el video las armas de destrucción Ass 2. También ganó en 2007 por "Mejor Hardcore anal " y en 2009 por "Mejor Interracial oral". Su carrera como director comenzó con la empresa Hielo Negro, y en 2006 firmó un acuerdo de distribución con West Coast Productions. Pumper firmó un contrato exclusivo con la dirección de Evil Angel en 2008, pero el acuerdo fue terminado en 2009, después de forjó una prueba de ETS para PinkyXXX que había contraído clamidia. Pronto después formó su propia compañía de producción, Freaky Imperio. Él ha aparecido en más de 750 títulos desde 2001. El 30 de julio de 2010 se anunció que será el protagonista de una película con Montana Fishburne, hija del actor Laurence Fishburne, de 19 años, que está usando el alias de "Chippy D".
El 1 de septiembre de 2010 el mixtape de Brian Pumper "I Get Biz" fue lanzado en iTunes.
Los últimos tiempos, Brian Pumper sigue trabajando en su trabajo, tanto en películas para adultos y en la música. Una serie de videos catalogación de su vida, como la opción "Mostrar la realidad Brian Pumper" están disponibles para ver en sitios como YouTube.
El 30 de agosto de 2011, una fuente filtró la información de que Brian Pumper había contraído el VIH de Montana Fishburne. Él ha rechazado estas afirmaciones, y se cree que fue confundido con el actor Tyler Styles
.